# جونغ كيونغ-هو
جونغ كيونغ-هو (هانغل: 정경호) هو لاعب كرة قدم كوري جنوبي في مركز الوسط، ولد في 12 يناير 1987 في محافظة تشلغوك في كوريا الجنوبية. شارك مع منتخب كوريا الجنوبية تحت 20 سنة لكرة القدم. أما مع النوادي، فقد لعب مع جيجو يونايتد ونادي غوانغجو.

## وصلات خارجية
- جونغ كيونغ-هو على موقع الاتحاد الدولي (مؤرشف)  (الإنجليزية)
- جونغ كيونغ-هو على موقع دوري كوريا الجنوبية (الإنجليزية)
- جونغ كيونغ-هو على موقع قاعدة بيانات كرة القدم.إي يو (الإنجليزية)